# Twickenham (circonscription britannique)
Circonscription parlementaire de la Chambre des communes
La circonscription de Twickenham est une circonscription électorale anglaise située dans le Grand Londres et est représentée à la Chambre des communes du Parlement britannique.

## Géographie
La circonscription comprend :
- La partie ouest du borough londonien de Richmond upon Thames (sur la rive gauche de la Tamise).
- Les quartiers de Fulwell, Hampton, Hampton Court, Hampton Hill, Hampton Wick, St. Margarets, Teddington, Twickenham et Whitton

## Députés
Les Members of Parliament (MPs) de la circonscription sont :
| Législature                   | Années       | Député                  | Député                | Parti               |
| ----------------------------- | ------------ | ----------------------- | --------------------- | ------------------- |
| Twickenham issue de Brentford |              |                         |                       |                     |
| 31e                           | 1918–1922    |                         | William Joynson-Hicks | Conservateur        |
| 32e                           | 1922–1923    |                         | William Joynson-Hicks | Conservateur        |
| 33e                           | 1923–1924    |                         | William Joynson-Hicks | Conservateur        |
| 34e                           | 1924–1929    |                         | William Joynson-Hicks | Conservateur        |
| 35e                           | 1929–1929    |                         | William Joynson-Hicks | Conservateur        |
| 35e                           | 1929-1931    | John Ferguson           |                       | Conservateur        |
| 36e                           | 1931–1932    | John Ferguson           |                       | Conservateur        |
| 36e                           | 1932-1934    | Hylton Murray-Philipson |                       | Conservateur        |
| 36e                           | 1934-1935    | Alfred Critchley        |                       | Conservateur        |
| 37e                           | 1935–1945    | Edward Keeling          |                       | Conservateur        |
| 38e                           | 1945–1950    | Edward Keeling          |                       | Conservateur        |
| 39e                           | 1950–1951    | Edward Keeling          |                       | Conservateur        |
| 40e                           | 1951–1955    | Edward Keeling          |                       | Conservateur        |
| 40e                           | 1955-1955    | Gresham Cooke           |                       | Conservateur        |
| 41e                           | 1955–1959    | Gresham Cooke           |                       | Conservateur        |
| 42e                           | 1959–1964    | Gresham Cooke           |                       | Conservateur        |
| 43e                           | 1964–1966    | Gresham Cooke           |                       | Conservateur        |
| 44e                           | 1966–1970    | Gresham Cooke           |                       | Conservateur        |
| 45e                           | 1970–1974    | Toby Jessel             |                       | Conservateur        |
| 46e                           | 1974–1974    | Toby Jessel             |                       | Conservateur        |
| 47e                           | 1974–1979    | Toby Jessel             |                       | Conservateur        |
| 48e                           | 1979–1983    | Toby Jessel             |                       | Conservateur        |
| 49e                           | 1983–1987    | Toby Jessel             |                       | Conservateur        |
| 50e                           | 1987–1992    | Toby Jessel             |                       | Conservateur        |
| 51e                           | 1992–1997    | Toby Jessel             |                       | Conservateur        |
| 52e                           | 1997–2001    |                         | Vince Cable           | Libéraux-démocrates |
| 53e                           | 2001–2005    |                         | Vince Cable           | Libéraux-démocrates |
| 54e                           | 2005–2010    |                         | Vince Cable           | Libéraux-démocrates |
| 55e                           | 2010–2015    |                         | Vince Cable           | Libéraux-démocrates |
| 56e                           | 2015–2017    |                         | Tania Mathias         | Conservateur        |
| 57e                           | 2017–2019    |                         | Vince Cable (2)       | Libéraux-démocrates |
| 58e                           | 2019–Présent | Munira Wilson           |                       | Libéraux-démocrates |

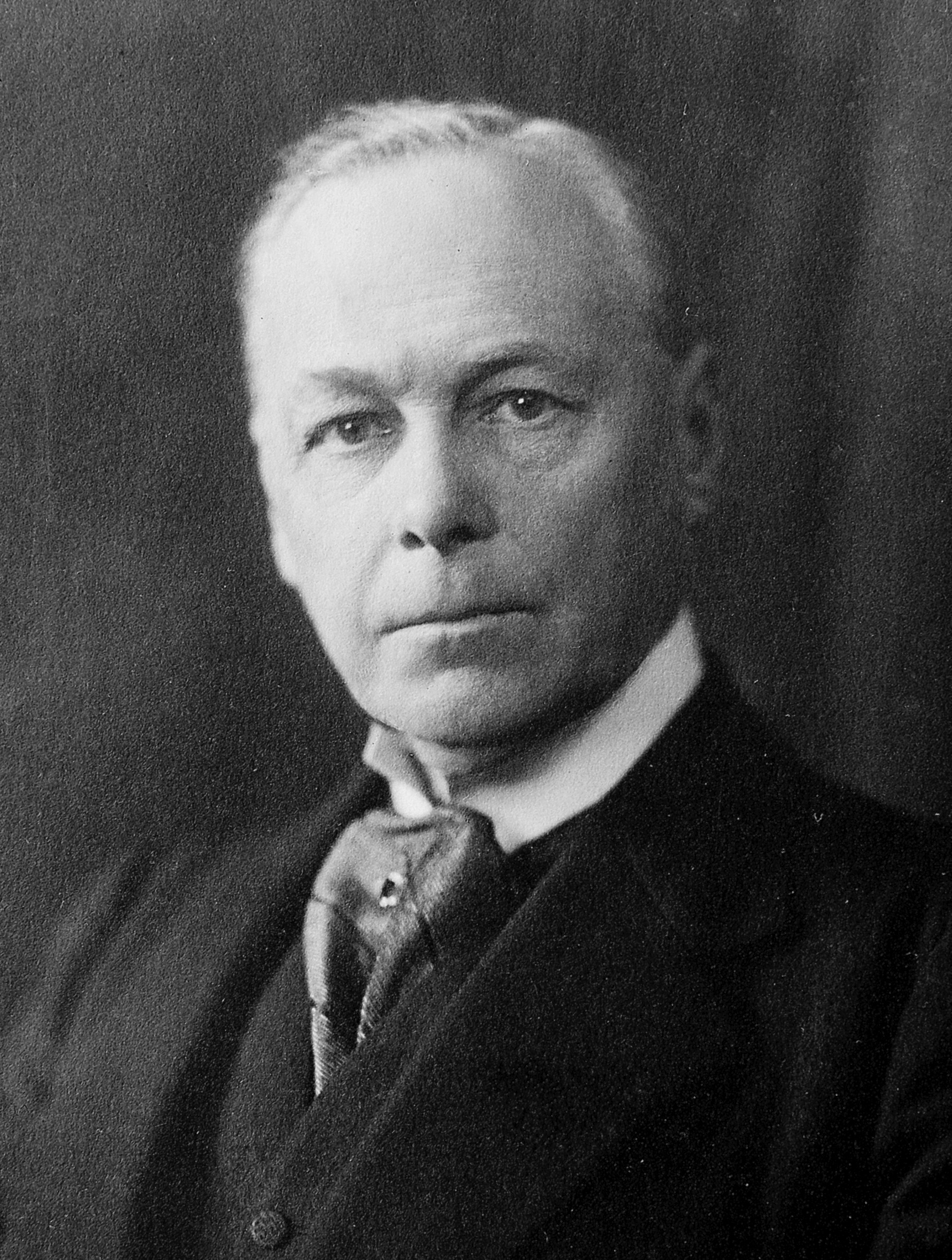
William Joynson-Hicks (1918-1929)
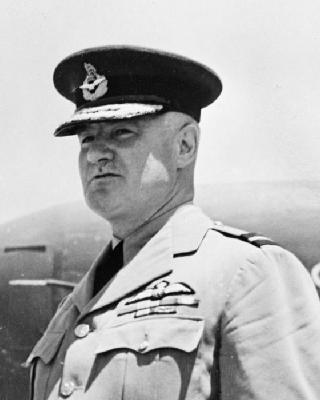
Alfred Critchley (1934-1935)
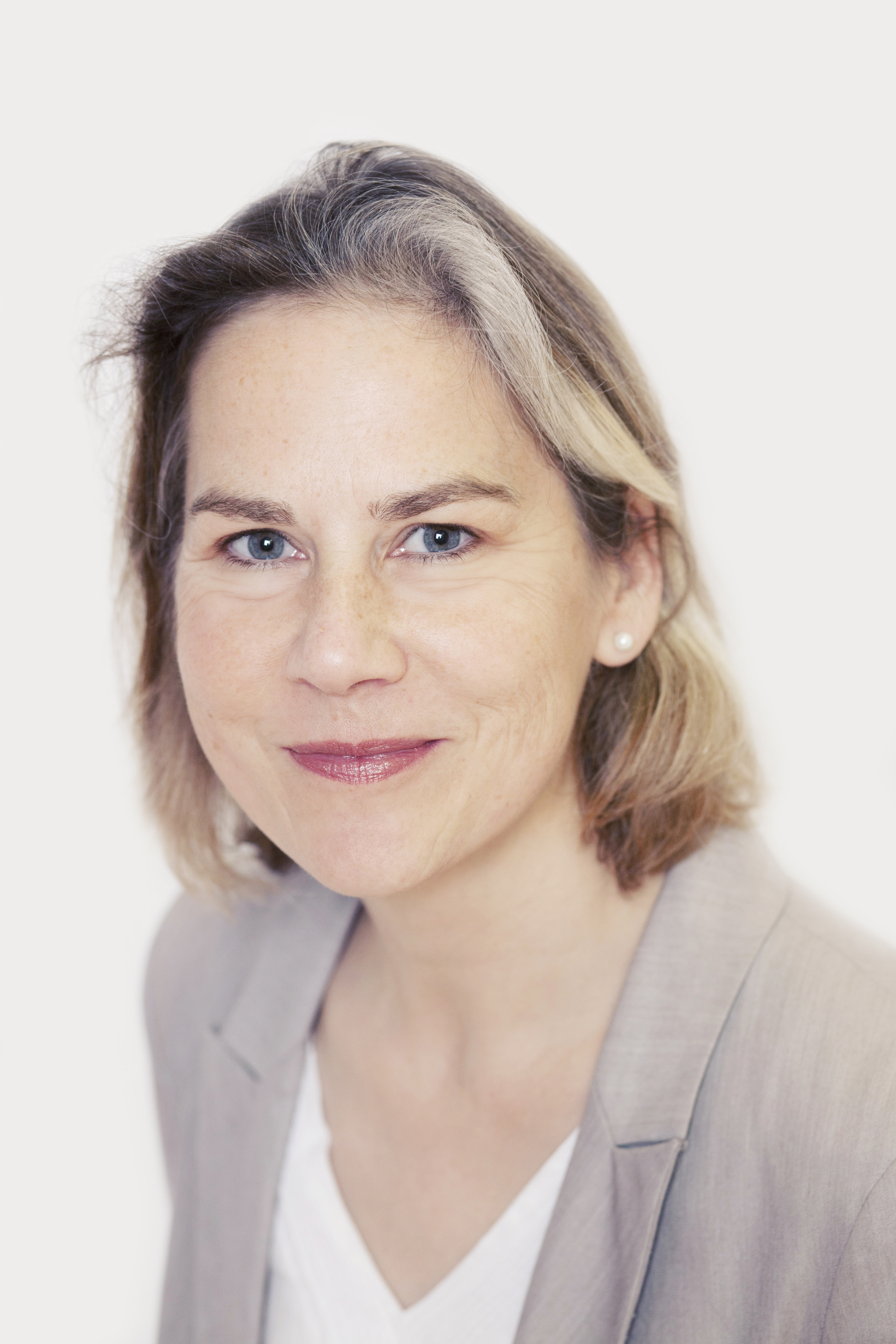
Tania Mathias (2015-2017)
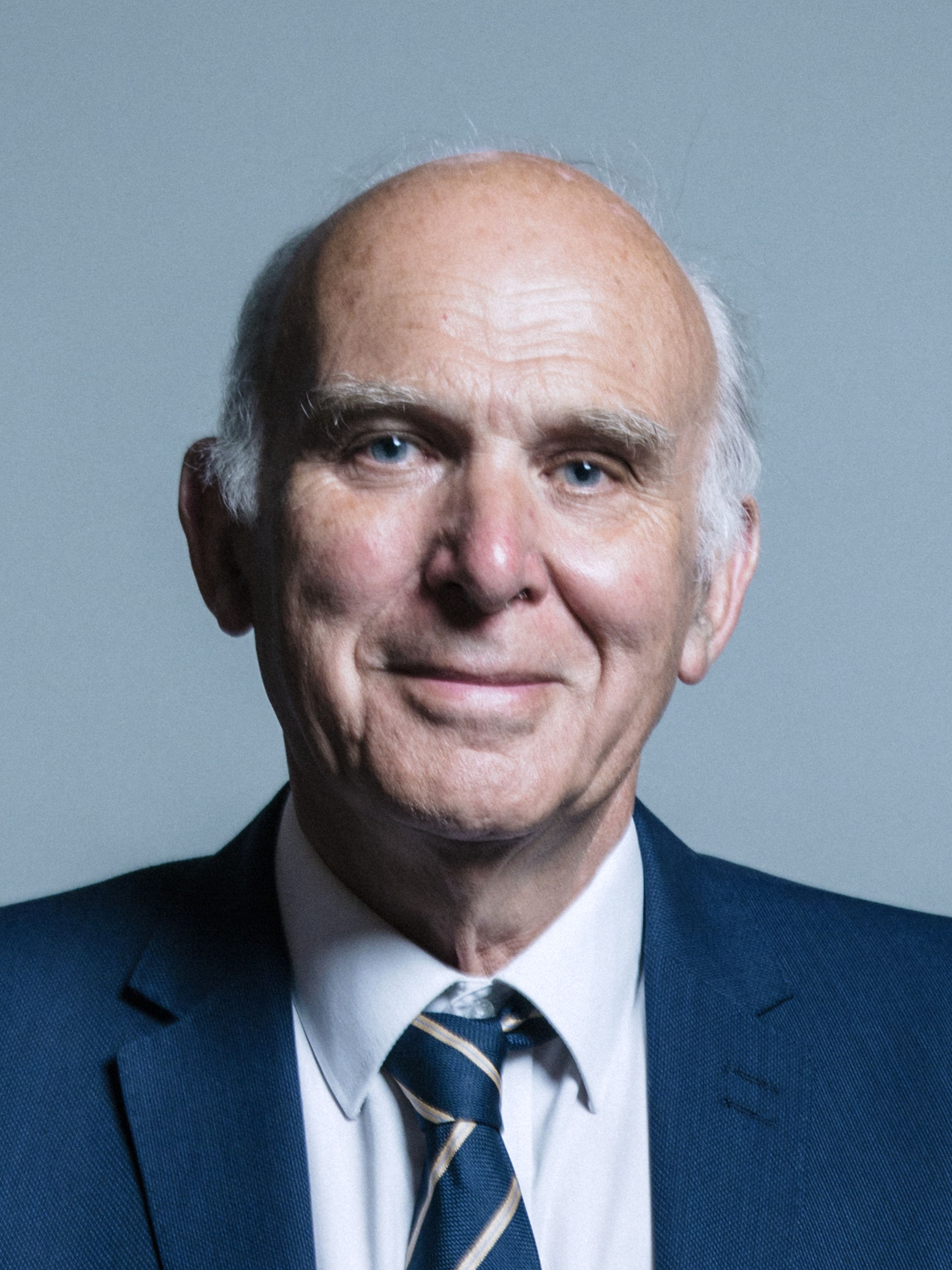
Vince Cable (1997-2015 et 2017-Présent)